# GEA Group
GEA Group AG (Gesellschaft für Entstaubungsanlagen;fra 2000 til 2005: mg technologies AG,før 2000: Metallgesellschaft), er et tysk virksomhedskonglomerat inden for fødevarer og energiprocesser. Omsætningen var omkring 5,7 mia. € i 2012. Hovedkvarteret ligger i Düsseldorf. Den danske afdelings hovedkvarter ligger i Søborg.
Som en internationalt drevet teknologi-virksomhed fokuserer GEA på procesteknologi og komponenter til forskellige markeder. Gruppen henter omkring 70 % af omsætningen fra fødevare- og energiindustri.
Virksomheden beskæftigede omkring 24.500 medarbejdere på verdensplan ved udgangen af 2012. Det er registreret på det tyske MDAX-indeks (G1A, WKN 660200).

## Segmenter
- GEA Food Solutions Arkiveret 22. april 2016 hos  Wayback Machine
- GEA Farm Technologies
- GEA Heat Exchangers Arkiveret 7. november 2015 hos  Wayback Machine
- GEA Mechanical Equipment
- GEA Process Engineering
- GEA Refrigeration Technologies